# Abierto de Estados Unidos 2001

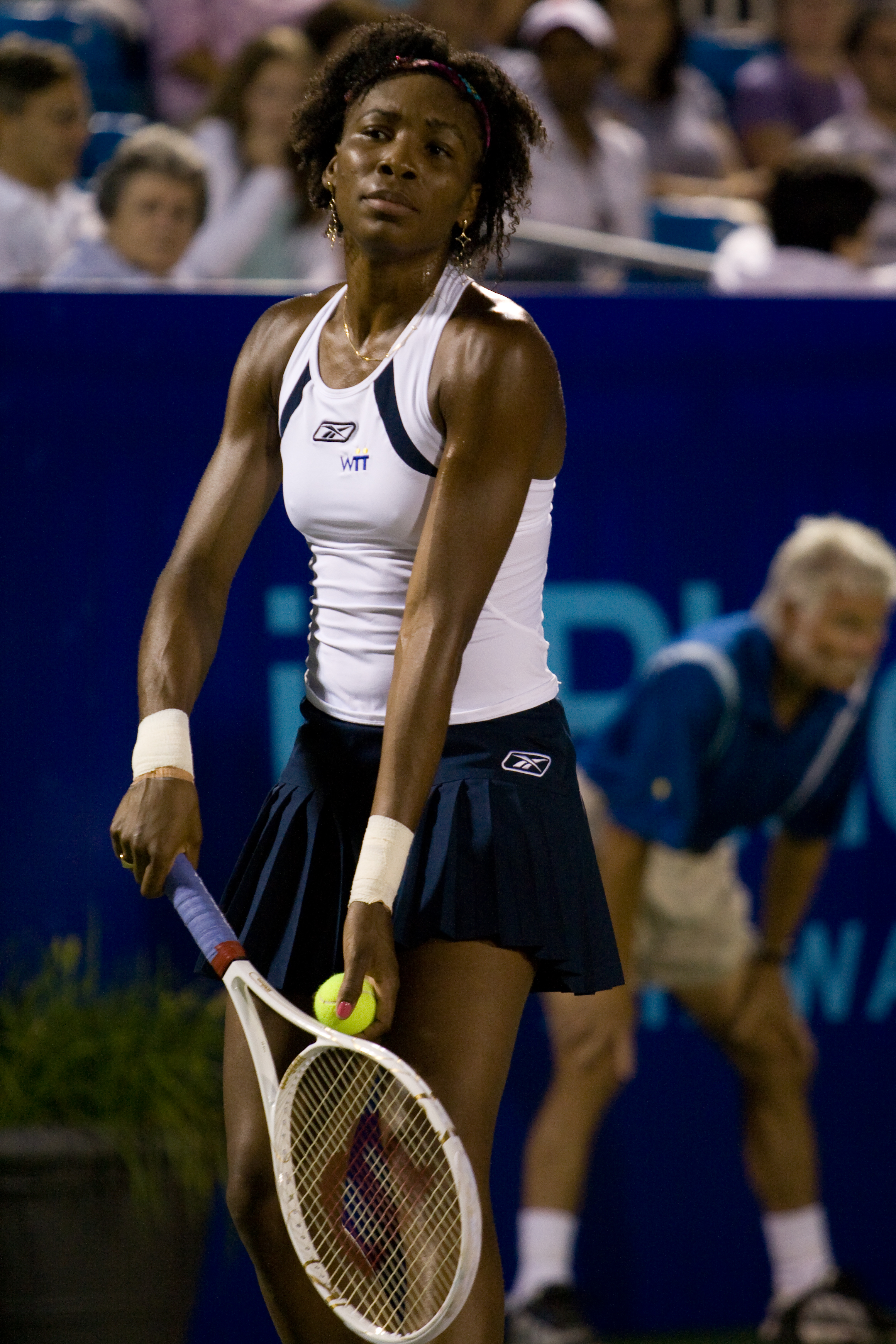
Venus Williams

Lista de los campeones del Abierto de los Estados Unidos de 2001:

## Individual Masculino
Lleyton Hewitt (Australia) - Pete Sampras (EE. UU.): 7-6(4) 6-1 6-1;

## Individual Femenino
Venus Williams (EE. UU.) - Serena Williams (EE. UU.): 6-2, 6-4;

## Dobles Masculino
Wayne Black, Kevin Ullyett (Zimbabue) - Donald Johnson, Jared Palmer (EE. UU.): 7-6(9), 2-6, 6-3;

## Dobles Femenino
Lisa Raymond, Rennae Stubbs (EE. UU., Australia) - Kimberly Po-Messerli, Nathalie Tauziat (EE. UU., Francia): 6-2 5-7 7-5;

## Dobles Mixto
Rennae Stubbs, Todd Woodbridge (Australia) - Lisa Raymond, Leander Paes (EE. UU., India): 6-4 5-7 7-6(9)
- Datos: Q856527

| Predecesor: Abierto de los Estados Unidos 2000 | Abierto de los Estados Unidos 2001 | Sucesor: Abierto de los Estados Unidos 2002 |
| Predecesor: Campeonato de Wimbledon 2001       | Grand Slam 2001                    | Sucesor: Abierto de Australia 2002          |